# (211917) 2004 TG8
2004 تي جي 8 (ويعرف أيضًا باسم (211917) 2004 تي جي 8 وفق تسمية الكوكب الصغير) (بالإنجليزية: 2004 TG8)‏ هو كويكب ضمن حزام الكويكبات؛ وترتيبه 211917 من حيث الاكتشاف.
اكتُشف هذا الجُرم الفلكي بواسطة جيمس ويتني يونغ في 4 أكتوبر 2004.

## وصلات خارجية
- (211917) 2004 TG8 في قاعدة بيانات مختبر الدفع النفاث لأجرام النظام الشمسي الصغيرة

- الاكتشاف · مخطط المدار ·  العناصر المدارية · المعلمات المادية

- (211917) 2004 TG8 على موقع ويكي سكاي: DSS2, SDSS, GALEX, IRAS, Hydrogen α, X-Ray, Astrophoto, Sky Map, Articles and images